# Children of Glory
Children Of Glory (in ungherese Szabadság, Szerelem), è un film del 2006 diretto da Krisztina Goda.

## Trama
Children of Glory commemora la rivoluzione ungherese del 1956 e il bagno di sangue di Melbourne. Karcsi Szabo è la stella della nazionale di pallanuoto ungherese, poco incline a farsi coinvolgere dalla rivoluzione che cerca di espellere i sovietici in Ungheria; l'incontro con la rivoluzionaria Viki Falk gli fa prendere coscienza politica, e insieme prendono parte ai disordini che si sono si stanno verificando a Budapest. In contemporanea con l'apparente vittoria dei ribelli, Karcsi si qualifica con i compagni di squadra alle Giochi della XVI Olimpiade: Viki lo convince ad andare a Melbourne per dare gloria all'Ungheria, mentre lei continua a combattere al fianco di Jancsi ed Eszter Hanák. Mentre l'Ungheria vince le Olimpiadi, Viki è catturata e giustiziata per essersi rifiutata di rivelare i nomi di tutti i rivoluzionari.